# بریک صد

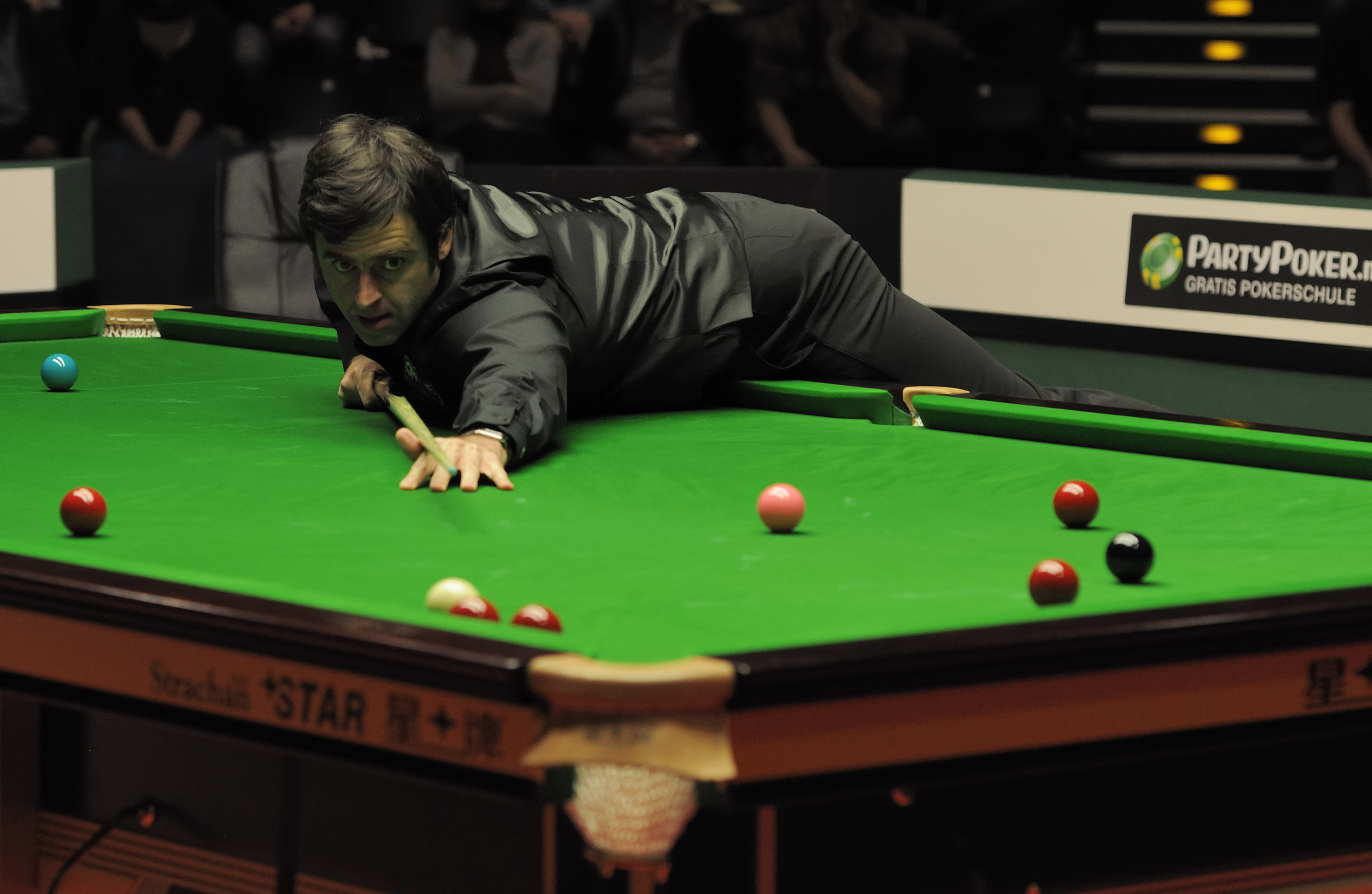
رونی اسالیوان بیشترین بریک صد را در مسابقات اسنوکر حرفه‌ای به ثمر رسانده است.

برِیک ۱۰۰ یا سنچری بریک (انگلیسی: Century break) در اسنوکر به کسب ۱۰۰ امتیاز یا بیشتر در یک نوبت بدون از دست دادن ضربه گفته می‌شود، که با پاکت کردنِ دست‌کم ۲۵ شارِ پیاپی امکان‌پذیر است. دستیابی به این قابلیت عموماً به عنوان نقطهٔ عطفی برای هر اسنوکرباز در رسیدن به سطح حرفه‌ای به‌شمار می‌رود.
نیل رابرتسون با کسب ۱۰۰ سنچری بریک در طول یک فصل (سال ۲۰۱۴) رکوردی رقم زده که تنها حدود ۵۰ اسنوکرباز دیگر در کل دوران حرفه‌ای‌شان به آن دست یافته‌اند. رونی اسولیوان رکورد بیشترین بریک ۱۰۰ را با ۱۲۳۰ بار در اختیار دارد.

## برترین بازیکنان در برِیک ۱۰۰
بازیکنان زیر دارای حد‌اقل ۵۰۰ سنچری بریک هستند.
| تعداد سنچری | نام بازیکن     | مرجع          |
| ----------- | -------------- | ------------- |
| ۱۲۰۰        | رونی اسالیوان  | [ ۱ ] [ ۲ ]   |
| ۱۰۰۰        | جاد ترامپ      | [ ۳ ]         |
| ۱۰۰۰        | جان هیگینز     | [ ۴ ]         |
| ۹۰۰         | نیل رابرتسون   | [ ۵ ]         |
| ۹۰۰         | مارک سلبی      | [ ۶ ]         |
| ۷۵۰         | استفن هندری    | [ ۷ ]         |
| ۶۰۰         | شون مورفی      | [ ۸ ]         |
| ۶۰۰         | دینگ جونهویی   | [ ۹ ]         |
| ۶۰۰         | مارک ویلیام    | [ ۱۰ ] [ ۱۱ ] |
| ۶۰۰         | مارک آلن       | [ ۱۲ ]        |
| ۶۰۰         | استوارت بینگام | [ ۱۳ ] [ ۱۴ ] |
| ۵۰۰         | مارکو فو       | [ ۱۵ ]        |
| ۵۰۰         | استیون مگوایر  |               |
| ۵۰۰         | بری هاوکینز    |               |